# Alexander Brandis
Alexander Brandis (* 11. Dezember 1784 in Paderborn; † 7. Juni 1869) war Stadtdirektor und Bürgermeister von Paderborn.
Er studierte in Helmstedt und in Halle und absolvierte sein Referendariat 1804 bei der Regierung in Paderborn. Im Jahr 1807 wurde er zum provisorischen Sekretär des Amtes Dringenberg ernannt. Später war er Kreissekretär. Er war von 1820 bis 1836 Stadtdirektor und von 1836 bis 1849 Bürgermeister von Paderborn.

## Ehrungen
Die Paderborner Brandisstraße trägt seinen Namen.